# Magari oppure no
Magari oppure no, pubblicato il 29 gennaio 2010 distribuito da Warner Music Italia, è l'album di debutto della cantautrice italiana Federica Camba.

## Il disco
Il disco è composto da undici tracce registrate nel 2010.
Il disco è anticipato dal singolo pubblicato il 15 gennaio 2010, intitolato Magari oppure no.
Il 28 maggio 2010 esce il secondo singolo intitolato Uno più uno fa mille, il cui video è per la regia di Gaetano Morbioli.
L'album debutta alla quarantanovesima posizione della classifica FIMI, raggiungendo la quarantatreesima la settimana seguente .

## Tracce
1. Mal di vivere – 3:43 (Federica Camba, Daniele Coro)
2. Come siamo in tanti – 3:31 (Federica Camba, Daniele Coro)
3. Magari oppure no – 3:42 (Federica Camba, Daniele Coro)
4. Tutta un'altra storia – 3:05 (Federica Camba, Daniele Coro)
5. Incantevole incoerenza – 3:31 (Federica Camba, Daniele Coro)
6. Uno più uno fa mille – 3:03 (Federica Camba, Daniele Coro)
7. Mi viene così – 3:29 (Federica Camba, Daniele Coro)
8. Così tanto – 3:17 (Federica Camba, Daniele Coro)
9. Un momento eterno – 3:36 (Federica Camba, Daniele Coro)
10. Tutto uguale – 4:41 (Federica Camba, Daniele Coro)
11. Tutto uguale (Reprise) (Ghost Track) – 1:27 (Federica Camba, Daniele Coro)

## Formazione
- Federica Camba - voce
- Nicolò Fragile - tastiere
- Peppe Vessicchio - direzione degli archi